# Coulage en barbotine

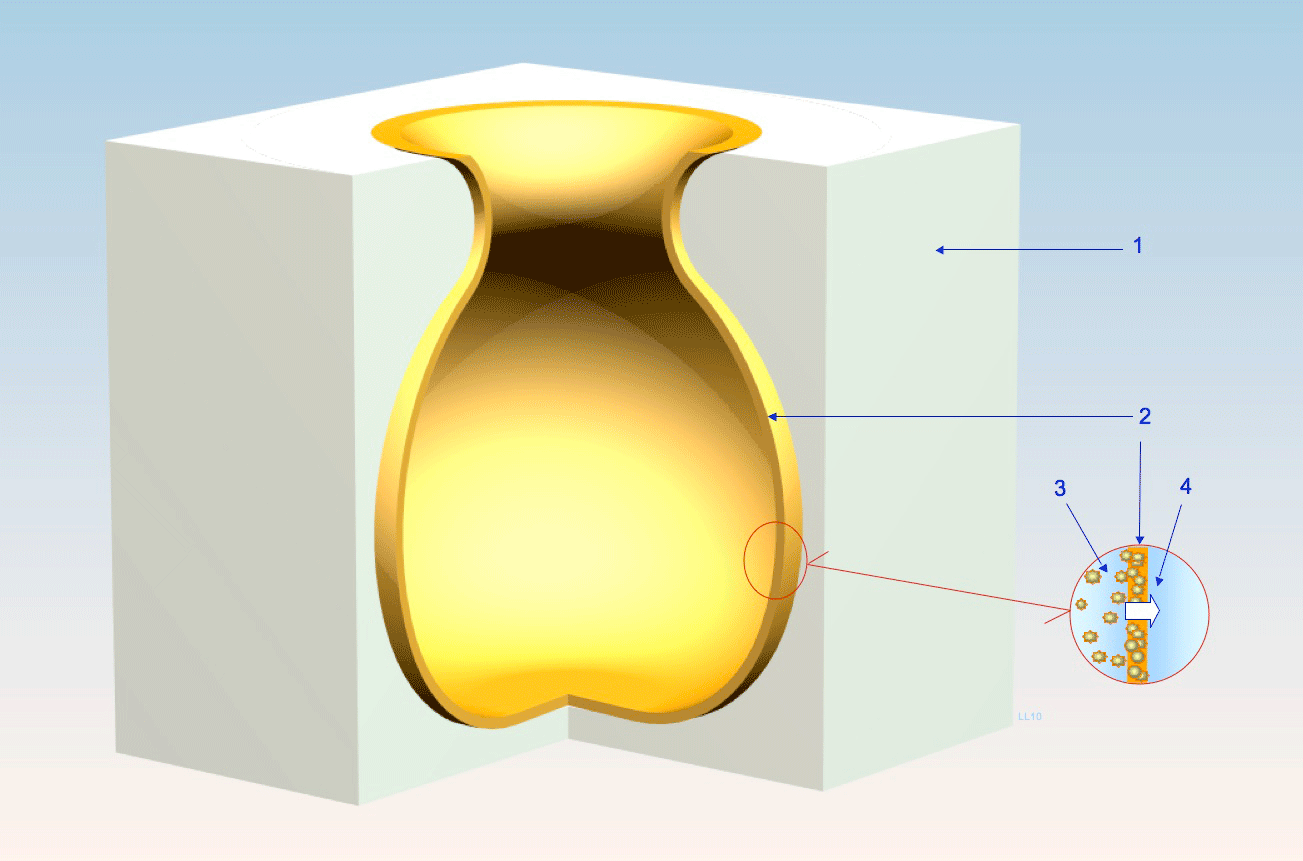
Schéma de principe du coulage en barbotine. (1) Moule. (2) Barbotine sèche. (3) Barbotine humide. (4) Déshydratation par capillarité.

Le coulage en barbotine, ou coulée en barbotine, est un mode de production de céramiques et de poteries utilisé notamment pour obtenir des formes difficilement réalisables sur un tour. Il consiste à verser une barbotine dans un moule généralement en plâtre pour former une couche moulée à l'intérieur du moule. Le procédé prend généralement de l'ordre d'une journée par pièce. Il permet d'obtenir des formes très précises et reproductibles. C'est l'une des techniques les plus utilisées pour la production en masse de poteries, bien qu'elle ait été initialement développée pour la poterie fine, notamment la porcelaine.
Les formes en céramique telles que les poignées et les plaques sont mises en forme à l'intérieur d'éléments en plâtre amovibles formant un moule contenant un réservoir pour la barbotine et qui sont retirés lorsque la pièce est suffisamment solide pour conserver sa forme. Les objets tels que des vases et des tasses sont coulés dans un moule creux dans lequel le plâtre absorbe l'essentiel du liquide de la couche extérieure, la barbotine restante étant alors versée hors du moule pour être réutilisée. Après un temps supplémentaire pendant lequel la couche restée sur le moule est encore davantage déshydratée, la pièce coulée est retirée du moule lorsqu'elle est suffisamment ferme pour être manipulée sans perdre sa forme. Elle est ensuite retouchée et mise à sécher davantage, généralement pendant quelques heures ou une nuit entière. Cela donne une poterie crue qui est alors prête à être décorée, glacée avec de l'émail et cuite dans un four.
Cette technique convient à la production de formes compliquées, notamment avec des décorations en relief et des parois fines. Elle est utilisée aussi bien pour la production de toilettes et d'urinoirs que de théières et de figurines.